# 小手乌比
《小手乌比》，是一部美國電視劇。在美國，它於2000年在尼克儿童频道上發布。在中國，它於2019年在哈哈炫动卫视上發布。創建者是乔希·塞利格，他也是小飞机工作室的所有者。 在哈哈炫动卫视，小手乌比每天早上9点在《哈哈尼克》播出。

## 角色

### 主要角色
- 乌比（Oobi）
- 蒲爷爷（Grampu）
- 乌玛（Uma）
- 可可（Kako）

### 次要角色
- 弗里达 (Frieda the Foot)
- 因卡 (Inka)
- 安格斯 (Angus)